# كيث كوستر
كيث كوستر (بالإنجليزية: Keith Coster)‏ هو طيار جنوب أفريقي، ولد في 19 أبريل 1920، وتوفي في 5 يونيو 2012 في سومرست ويست في جنوب أفريقيا.